# 아사미야촌
아사미야촌(朝宮村)은 시가현 고카군에 설치되었던 촌이다.